# السويدر
السويدر قرية من قرى منطقة الأحساء في السعودية، تقع على بعد 17 كم من مدينة الهفوف (المركز الإداري للمحافظة)، وترتبط بمجمع العمران. عدد سكانها حوالي 215 نسمة. الطريق المؤدي إليها معبّد، وطبيعة أرضها مستوية، وعدد بيوتها 33 بيتًا. حيث تتميز قرية السويدر بأشجار النخيل، والطبيعة الخلابة، والبساطة والسكون والهدوء على ضواحيها. .

## مميزات القرية
تمتاز قرية السويدر بالبساطة والهدوء والهواء العليل، حيث إنها تتميز بطبيعة جميلة حيث الخضرة والجو المعتدل وطيب هوائها كما هو طيب أهلها، وما زال أهلها محافظين على قريتهم وتراثهم وآثارهم. حيث يقطن في هذه القرية عدد من الأسر المتقاربة نسبيًا فهم بمثابة العائلة الواحدة حيث تقطن هذه القرية عوائل العاشور والمسلم والأحمد والمنسف وغيرها. وتتميز القرية أيضًا بوفرة أشجار النخيل الباسقة الذي يلف القرية من كل الجهات المختلفة والتي تتميز بها الأحساء منذ زمن طويل. وهي إحدى القرى التي امتدت إليها يد العطاء والنماء في هذا العهد الزاهر، فهي اليوم تحظى بالاهتمام والرعاية ومعظم الخدمات الأساسية متوفرة فيها. إلا أن أهلها متمسكون بماضيهم الجميل والحافل بالعمل والمثابرة من خلال المزارع المحيطة بالقرية، وبعض الحرف اليدوية، وتربية بعض أنواع الحيوانات. 

## آثار القرية
تحتوي على بيوت مبنية من الطين والتي تدل على تمسك أهاليها بماضيها القديم، وتعتبر من آثار القرية ومعالمها، وإلى جانب تلك البيوت القديمة والأثرية توجد بيوت حديثة مبنية على الفن الهندسي والمعماري الحديث.

## نشاطها الاقتصادي
يكون معظم نشاطهم الاقتصادي في:
- الزراعة
- الحرف اليدوية
- تربية الحيوانات

حيث يعمل بهذه المهنة الآباء والأجداد منذ القدم كون قريتهم زراعية مستوية التربة، وفيها يجدون راحتهم ومبتغاهم.

## سويدر اليوم
تختلف سويدر اليوم عن أمس، تحتوي القرية اليوم شبكة كهرباء وهاتف ومدرسة بنين والطريق المؤدي لها مسلفت، وما زالت تحافظ على بعض آثارها العتيقة والتي تتمثل في بعض البيوت القديمة التي يعود بناؤها إلى بداية إنشاء وظهور القرية، وهي مَعلَم من معالمها الآثرية كما يقول علي الأحمد: الذي أكد أن العيش في قرية سويدر يعني الارتباط والتمسك بالماضي الخالد ففي قريتنا نجد الهدوء والسكون والراحة والبعد عن صخب المدينة وضوضائها. وتمتلك السويدر ثروة زراعية جيدة وبها محصول جيد من إنتاج التمور لوجود النخيل وكذلك وجود قنوات الري التي تسقي نخيلها وبساتينها

## احتياجات القرية
تحتاج القرية إلى سفلتة بعض الطرق الزراعية وتكثيف النظافة في أزقتها وسِككها.

## حدود القرية
تحد قرية السويدر من الجهة الجنوبية الغربية قرية السيايرة، وقرية الحوطة من الشمال، والرمال من الجهة الشرقية، والاشجار من الجهة الغربية.